# Franclina
Franclina (německy Franklin) je malá vesnice, část obce Trusnov v okrese Pardubice. Nachází se asi 1 km na jihovýchod od Trusnova. V roce 2009 zde bylo evidováno 15 adres. V roce 2001 zde trvale žilo 24 obyvatel.
Franclina leží v katastrálním území Trusnov o výměře 7,86 km2.